# Cyrtandra lillianae
Cyrtandra lillianae är en tvåhjärtbladig växtart som beskrevs av Setchell. Cyrtandra lillianae ingår i släktet Cyrtandra och familjen Gesneriaceae. Inga underarter finns listade i Catalogue of Life.